# Kungliga palatset i Phnom Penh

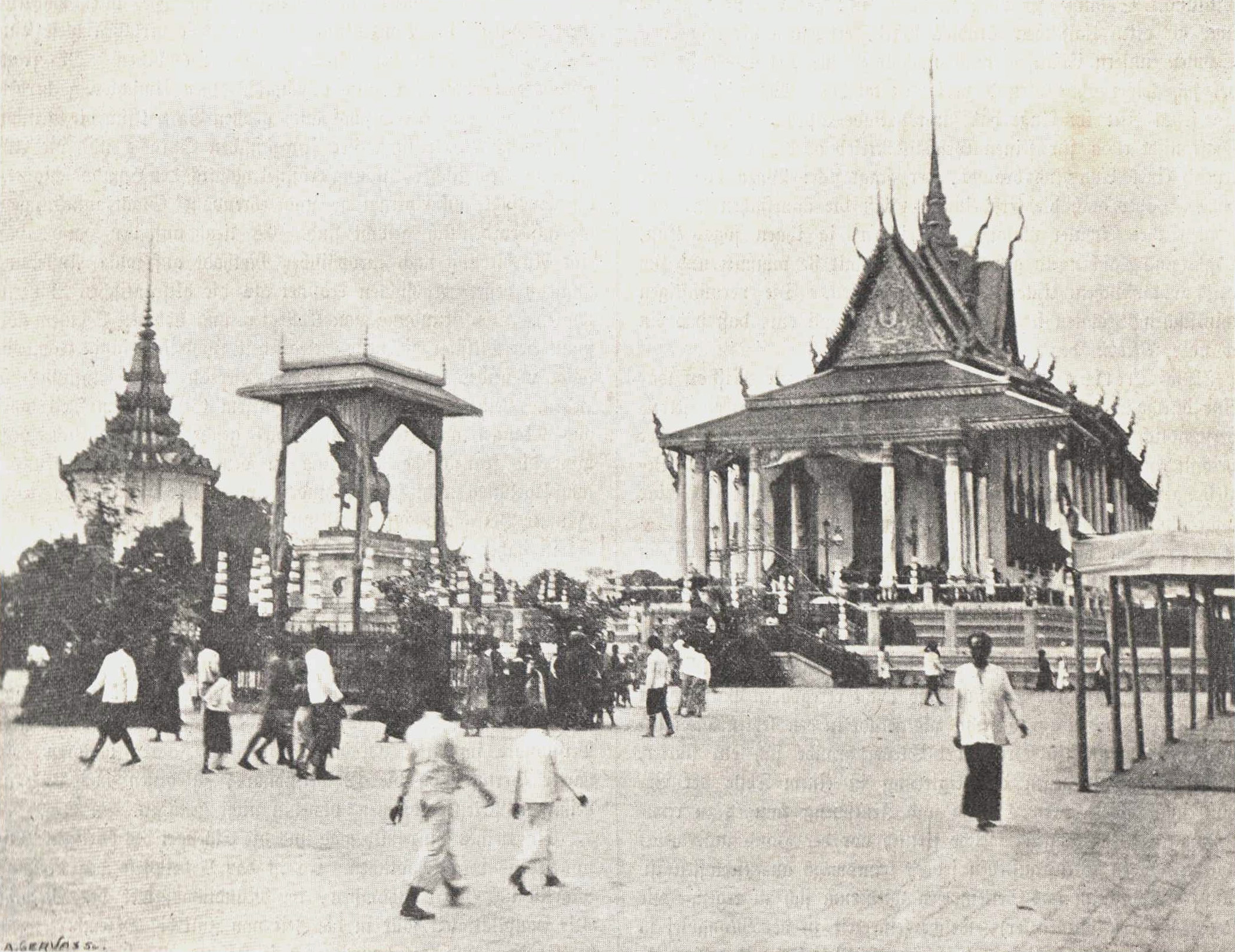
Norodoms Silverpagoda byggdes 1892

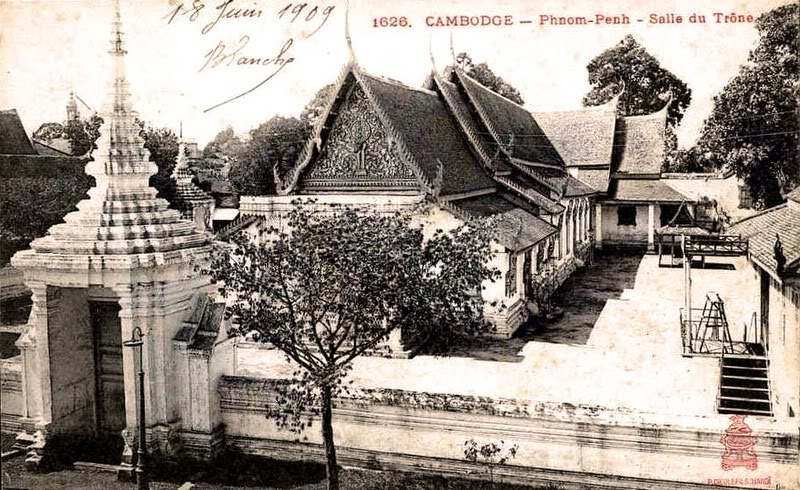
Den ursprungliga tronsalen, vilken revs 1915.

Kungliga palatset i Phnom Penh (khmer: ព្រះបរមរាជវាំងនៃព្រះរាជាណាចក្រកម្ពុជា, franska: Palais royal de Phnom Penh), är ett komplex av byggnader i Phnom Penh, Kambodja, vilka sedan de byggdes under 1860-talet har utgjort det kungliga residenset för kungen av Kambodja, med undantag för de år när landet styrdes av de Röda khmererna. Palatset uppfördes mellan  1866 och 1870, efter att kung Norodom flyttat huvudstaden från Oudong till Phnom Penh, på ett Citadell med namnet Banteay Kev, vid västra stranden av Tonle Sap, där denna flod flyter samman med Mekongfloden, på en plats som kallas Chaktomuk .

## Kungliga palatsbyggnaderna
Palatskomplexet, som anses vara ett fint exempel på Khmer arkitektur med en fransk influens, är uppdelat i fyra avdelningar, avgränsade med murar.  På sydsidan är Silverpagoden lokaliserad. På nordsidan befinner sig Khemarin Palace, medan de centrala delarna innefattar Tronsalen och mot väster det inre hovet.
De olika byggnaderna inom komplexet har tillkommit under olika perioder. Den ursprungliga tronsalen vilken hade byggts omkring 1870, revs på uppdrag av kung Sisowath 1915, och en ny tronsal invigdes år 1919. Napoleon III's Paviljong, för närvarande stängt på grund av renoveringsbehov, tillkom som en gåva från Frankrike 1876.
Under kung Monivongs regering uppfördes det kungliga kapellet Vihear Suor under 1930-talet, och det gamla kungliga residenset revs, för att ge plats åt Khemarin Palace som uppfördes 1931 och fortfarande fungerar som bostad åt Kambodjas kung. Under kung Sihanouks regeringstid tillkom bland annat Damnak Chan 1953, vilket ursprungligen var ämnat för det kungliga rådet, samt Villa Kantha Bopha vilket byggdes 1956 för besökande gäster från utlandet. 

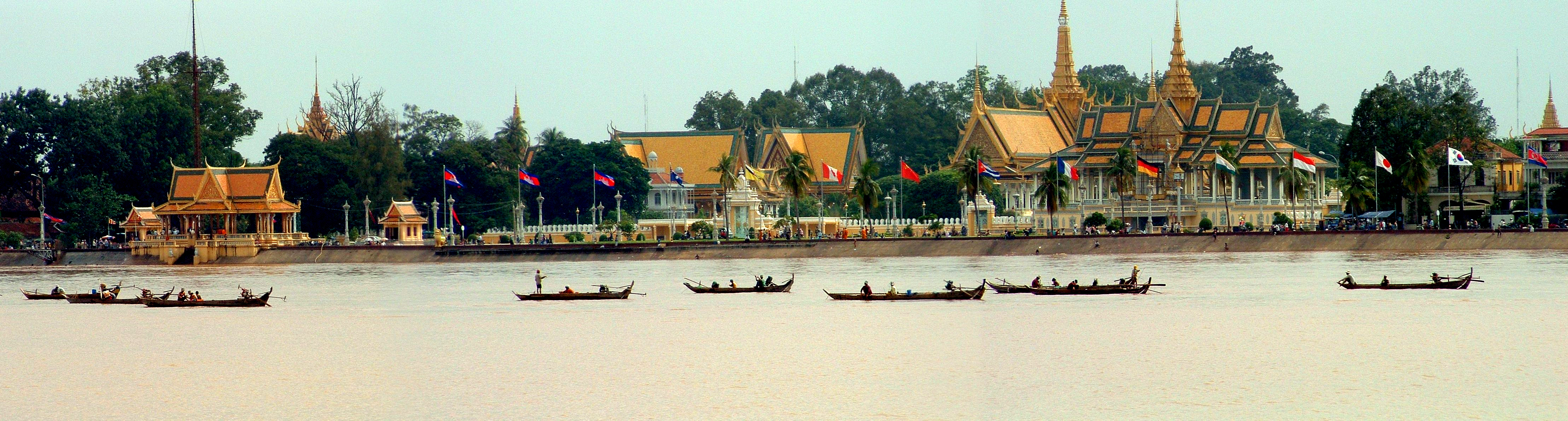

### Tronsalen
Med det officiella namnet Preah Tineang Tevea Vinnichay Mohai Moha Prasat kallas också tronsalen (khmer: ព្រះទីនាំងទេវាវិនិច្ឆ័យមហ័យមហាប្រាសាទ) vilket betyder "Det heliga sätet för övervägande av beslut". Tronsalen var förr mötesplats för kungens rådgivare, generaler och administratörer, och är fortfarande idag en plats för religiösa och kungliga ceremonier som kröningar, kungliga bröllop, officiella statsbesök och liknande.

### Silverpagoden
Silverpagoden är belägen vid södra sidan av palatskomplexet och utgör ett kungligt tempel som officiellt heter Preah Vihear Preah Keo Morakot (khmer: ព្រះវិហារព្រះកែវមរកត) men i vanligt tal kallas för Wat Preah Keo (khmer: វត្តព្រះកែវ). Pagodan golv är belagt med över 5 000 silverplattor och delar av den yttre fasaden är i italiensk marmor. I pagoden befinner sig ett antal kungliga föremål som buddhastatyer av guld, däribland en mindre buddha av kristall, Kambodjas "Smaragd Buddha", tillverkad i Baccaratkristall, och en Maitreyabuddha i naturlig storlek, belagd med 9,584 diamanter och beklädd med kungliga regalier.

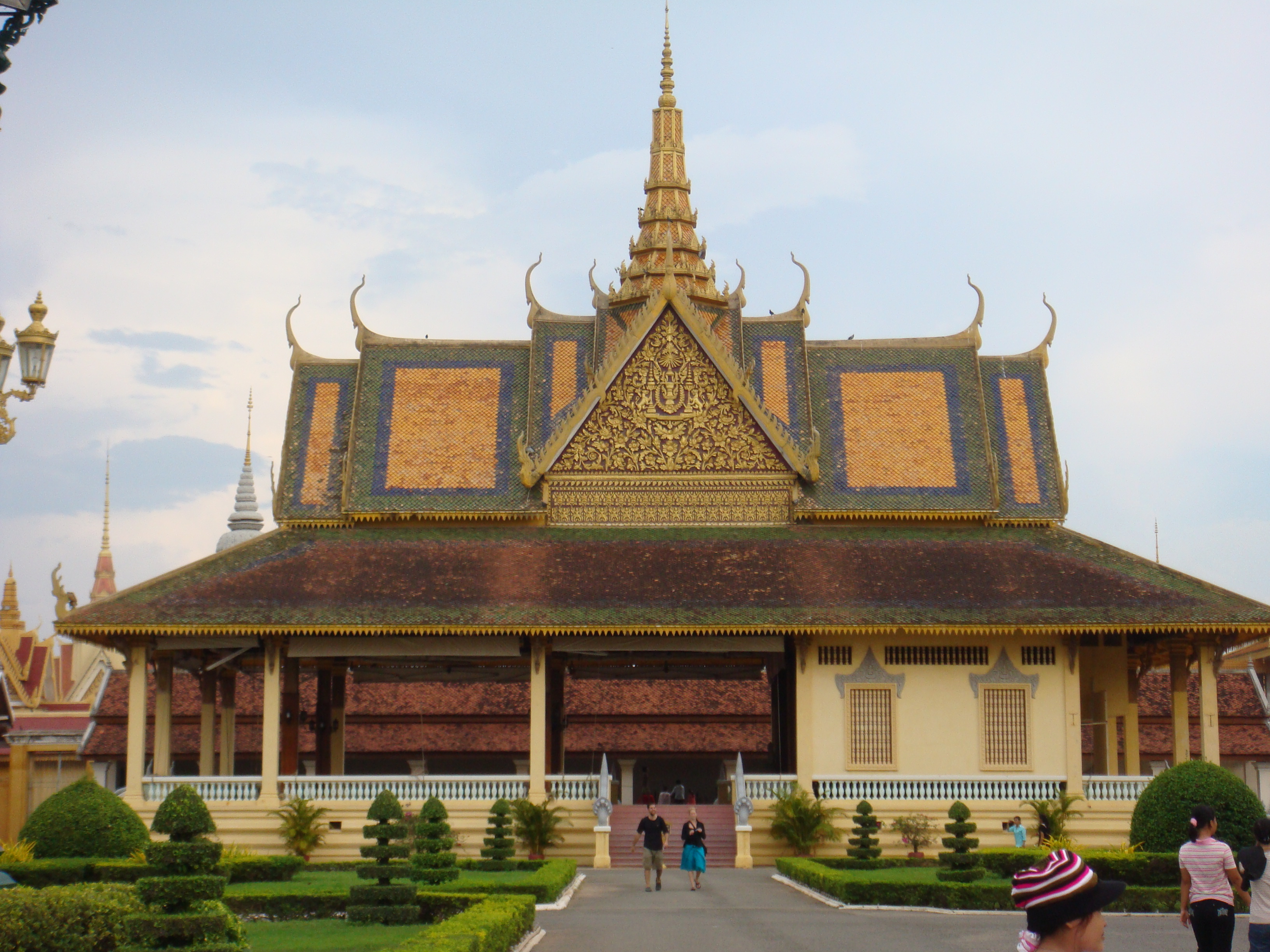
Phochani Paviljongen
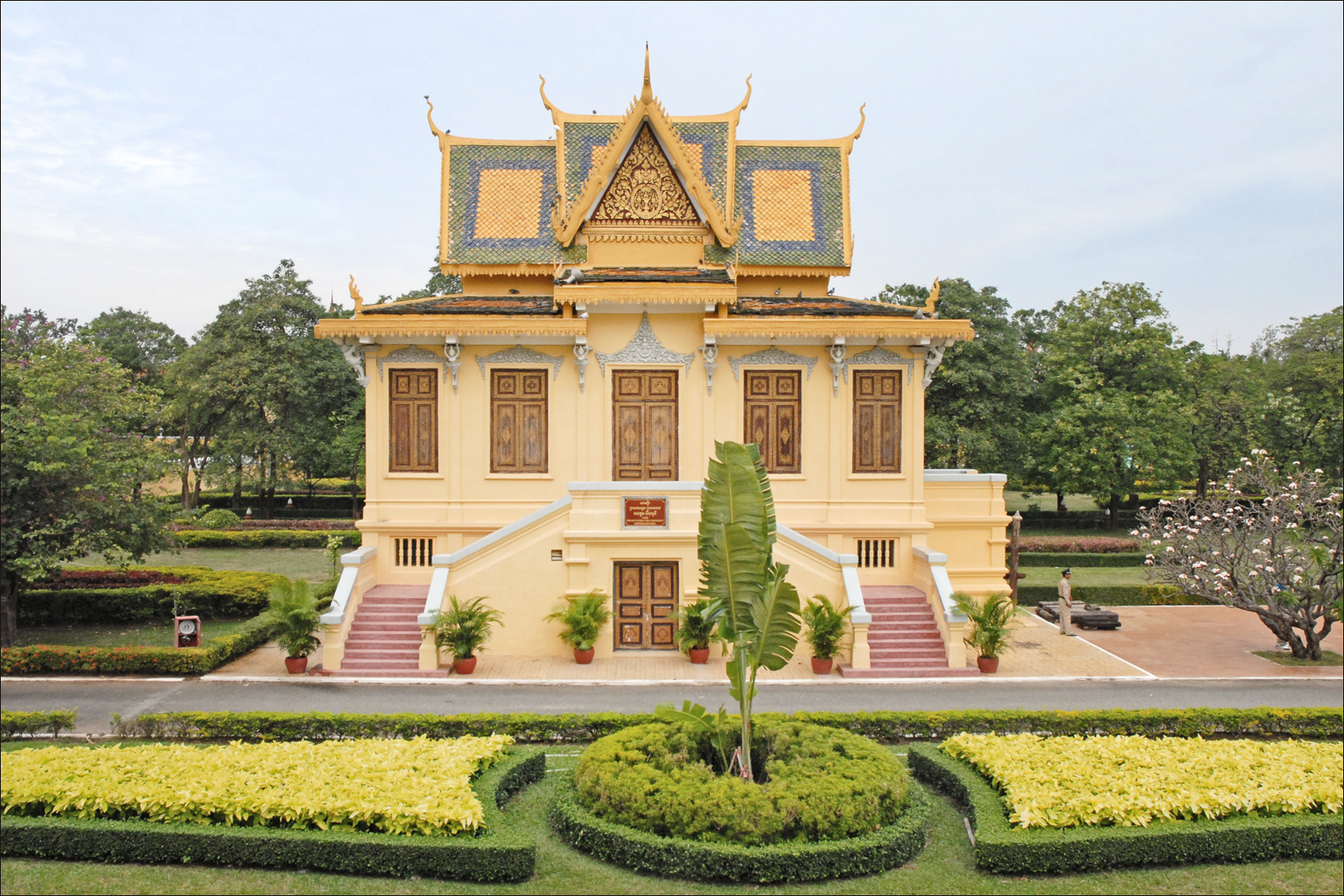
Hor Samran Phirun
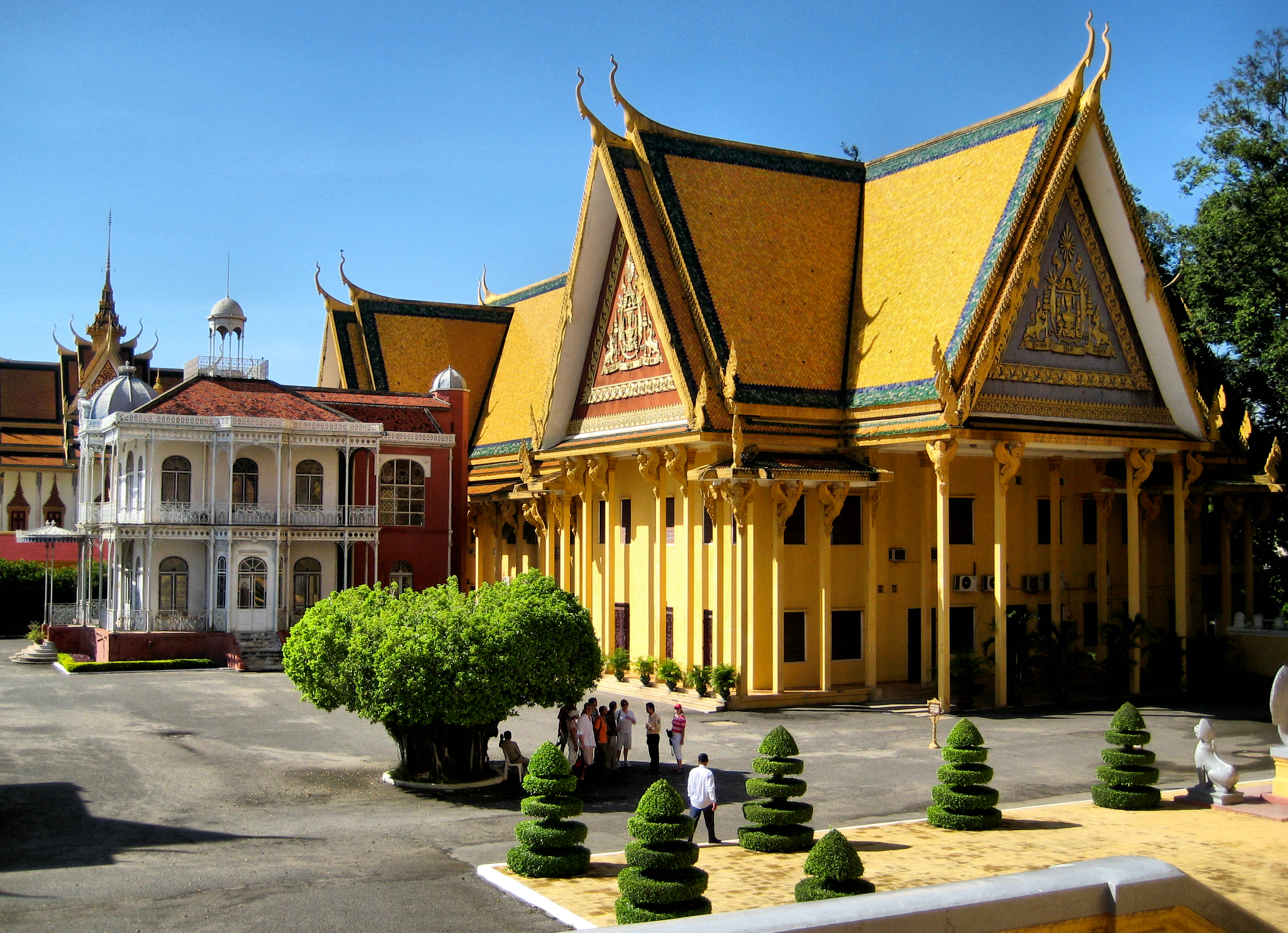
Kontor inom palatskomplexet
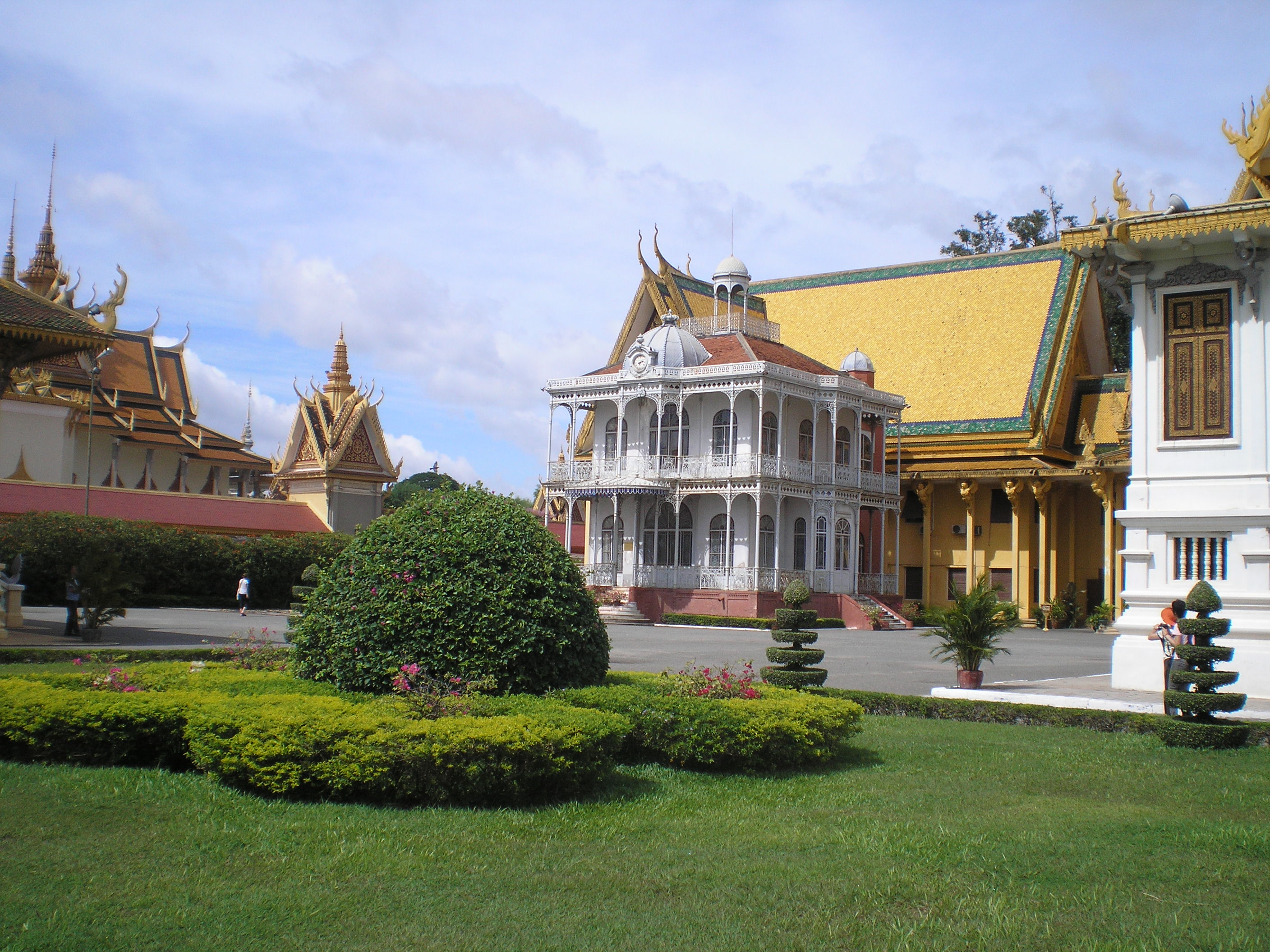
Napoleon III's Paviljong
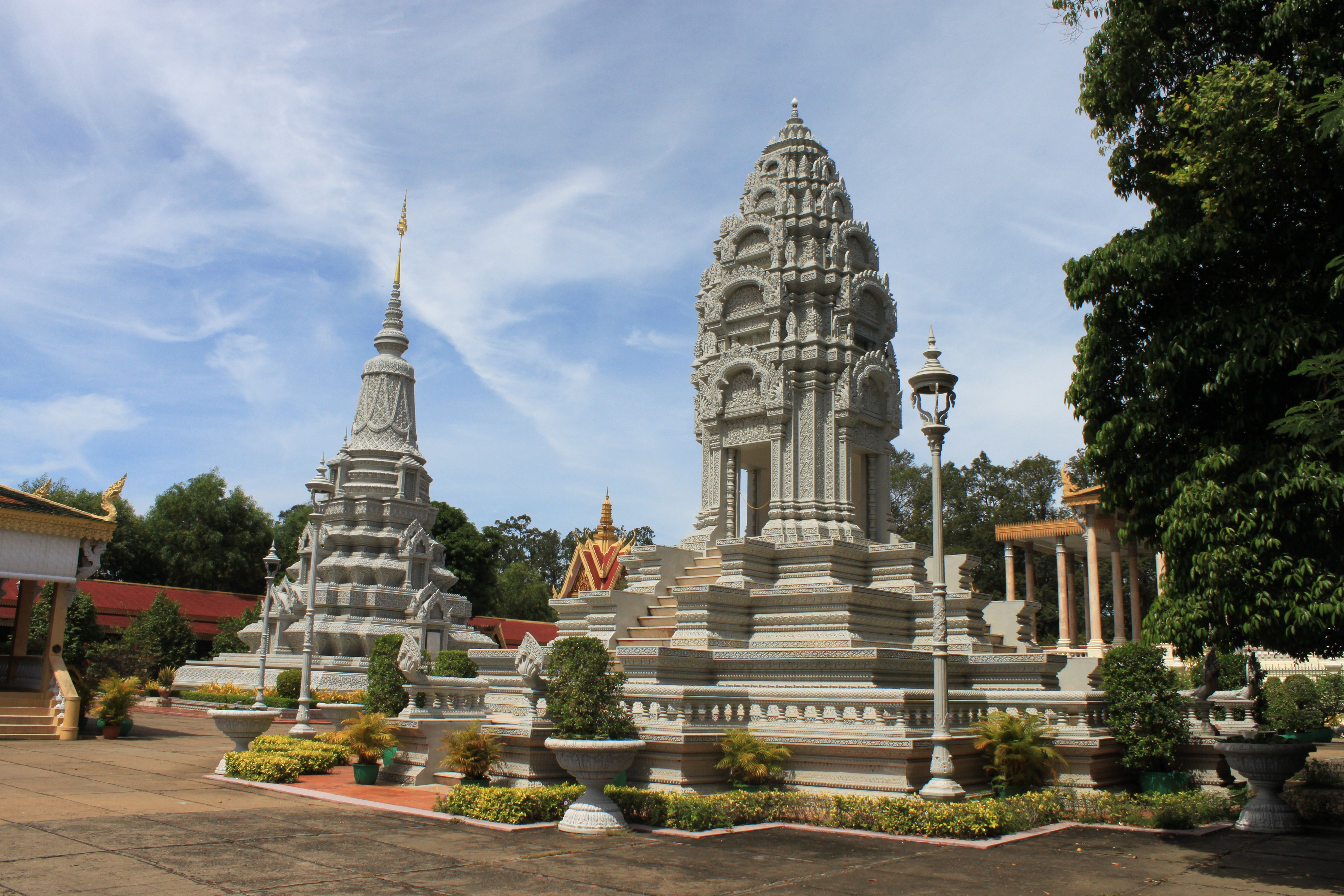
Kungliga gravar

## Palatset idag
Palatset är idag, förutom kungliga administrationsbyggnader och den privata bostaden för kung Norodom Sihamoni delvis öppet för besökande turister, vilka kan se Tronsalen och omgivande byggnader, Napolen III:s paviljong,samt Silverpagoden och uppnår de högsta besökssiffrorna på söndagar.